# Velký Luh
Velký Luh é uma comuna localizada na região de Karlovy Vary, distrito de Cheb‎, na República Checa.